# Episinus bicorniger
Episinus bicorniger là một loài nhện trong họ Theridiidae.
Loài này thuộc chi Episinus. Episinus bicorniger được Eugène Simon miêu tả năm 1894.